# Olios paenuliformis
Olios paenuliformis là một loài nhện trong họ Sparassidae.
Loài này thuộc chi Olios. Olios paenuliformis được Embrik Strand miêu tả năm 1916.